# 125 Greenwich Street
Le 125 Greenwich Street est un gratte-ciel résidentiel américain en construction à New York. Il s'élèvera à 274 mètres ; les travaux commencent en 2015.